# عباس لعيبي
عباس لعيبي منشد (ولد عام 1952) هو عداء عراقي سابق تنافس في دورة الألعاب الأولمبية الصيفية عام 1980.

## روابط خارجية
- عباس لعيبي على موقع أوليمبيديا (الإنجليزية)